# Kyocera
Kyocera Corporation (京セラ株式会社?, Kyōsera Kabushiki-gaisha) è un'azienda giapponese con sede a Kyoto. La società è stata fondata come Kyoto Ceramic Company, Limited (京都セラミック株式会社?, Kyōto Seramikku Kabushiki-gaisha) nel 1959 da Kazuo Inamori e rinominata nel 1982. Kyocera abbandonò la produzione di macchine fotografiche digitali e in pellicola nel 2005. Nel 2000 acquisì il produttore di fotocopiatrici Mita Industrial Company e nello stesso anno anche le operazioni di produzione dell'americana Qualcomm per formare Kyocera Wireless. Nell'aprile 2008 Kyocera Wireless si fonde con Sanyo per formare Kyocera Sanyo.

## Storia

### Dalle origini al 2000
Kyocera produsse originariamente isolatori ceramici noti come "kelcima" per l'uso nei tubi a raggi catodici. La tecnologia sviluppata permise di espandere l'utilizzo dei materiali ceramici in diversi ambiti ingegneristici di elettronica e meccanica. Negli anni 1960 la nascita dell'elettronica di consumo e i programmi aerospaziali NASA fecero nascere la Silicon Valley, con conseguente domanda di circuiti integrati (ICs). In questo periodo Kyocera sviluppò i contenitori ceramici per semiconduttori che rimangono in produzione ancora oggi.

### Materiali ceramici
I materiali ceramici avanzati vengono usati per la fabbricazione di diversi prodotti, con composizioni chimiche aggiustate per la sinterizzazione. Kyocera produce e commercializza coltelli ceramici a marchio Kyocera Advanced Ceramics.

## Onorificenze
Il 13 giugno 2007, Kyocera Wireless Corp annuncia di aver ricevuto il "Recycler of the Year" per l'anno 2007 dalla città di San Diego dall'Environmental Services Department (ESD).